# Fernando Santiván
Fernando Santiván (Arauco, 1 de julho de 1886 — Valdivia, 12 de julho de 1973) foi um escritor e anarquista chileno. Seu nome verdadeiro era Fernando Santibáñez Puga.

## Prêmios
Fernando Santiván ganhou o Prêmio Nacional de Literatura do Chile em 1952.